# Marlena Shaw
Pour les articles homonymes, voir Shaw.
Marlena Shaw, nom de scène de Marlina Burgess, née le 22 septembre 1942 à La Nouvelle-Rochelle (État de New York) et morte le 19 janvier 2024, est une chanteuse américaine de jazz, de blues,  de soul et de disco.

## Biographie

### Enfance, formation et influences

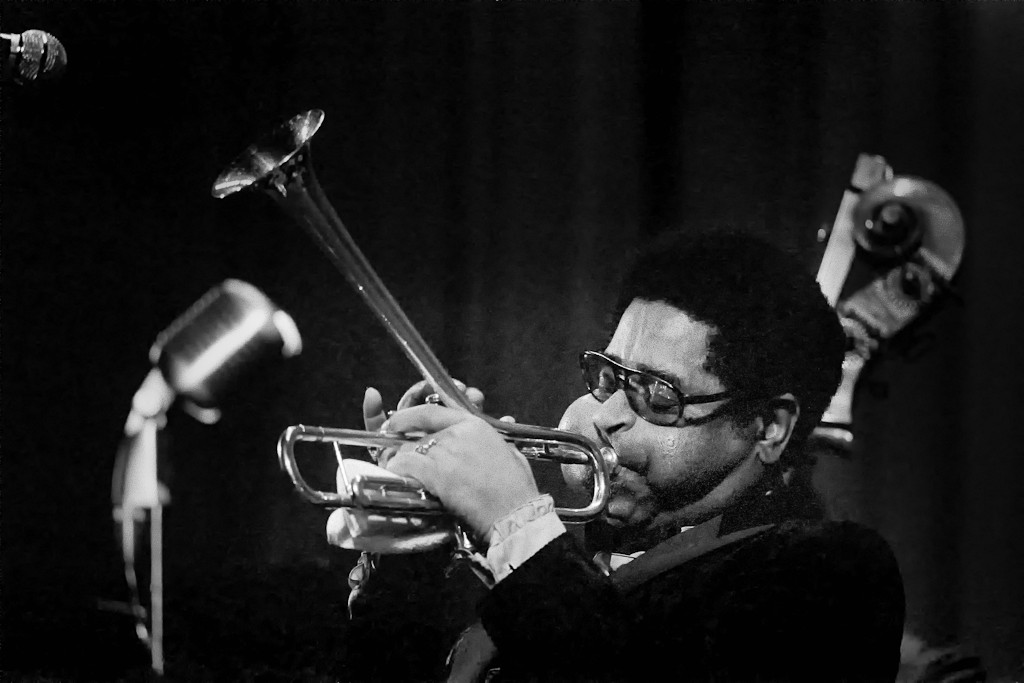
Dizzy Gillespie - 1971 - (The Giants of Jazz - Sigma 7).

Marlena Shaw, née Marlina Burgess le 22 septembre 1942 à New Rochelle, dans l’État de New York, grandit dans un environnement musical riche. Certaines sources mentionnent 1939 comme année de naissance, mais 1942 est plus largement accepté,. Son père, Garfield Shaw, était trompettiste, et sa mère, Sylvia, chantait du gospel, tandis que son oncle, Jimmy Burgess, également trompettiste, l’initie au jazz en lui faisant découvrir les enregistrements de Dizzy Gillespie et Miles Davis,. Sa grand-mère, qui jouait des disques de gospel sur un phonographe familial, renforce son lien précoce avec la musique religieuse.
À l’âge de dix ans, Marlena se produit à l’Apollo Theater de Harlem, où elle reçoit un accueil enthousiaste, mais sa mère refuse qu’elle parte en tournée avec son oncle. Elle participe également à des chorales gospel locales à New Rochelle, développant ses compétences en improvisation et en scat. Parmi ses influences majeures, elle cite le chanteur Al Hibbler, pour son style vocal expressif, ainsi que Dizzy Gillespie et Miles Davis, découverts grâce à son oncle. Elle admire aussi Dinah Washington, pour son phrasé émotionnel, et Sarah Vaughan, pour sa virtuosité, ainsi que des artistes de blues et de rhythm and blues comme Etta James et Ray Charles.

Après un passage au State Teachers’ College de Potsdam, New York, Marlena abandonne ses études pour se consacrer à la musique. En 1963, elle travaille en Nouvelle-Angleterre avec un trio dirigé par le trompettiste Howard McGhee, marquant ses débuts professionnels. Au milieu des années 1960, elle se produit régulièrement dans les clubs des Catskills, les Playboy Clubs, et d’autres scènes new-yorkaises, posant les bases de sa carrière. Ces expériences précoces, mêlant gospel, jazz, et blues, forgent son style polyvalent, caractérisé par une voix puissante et une présence scénique captivante,.

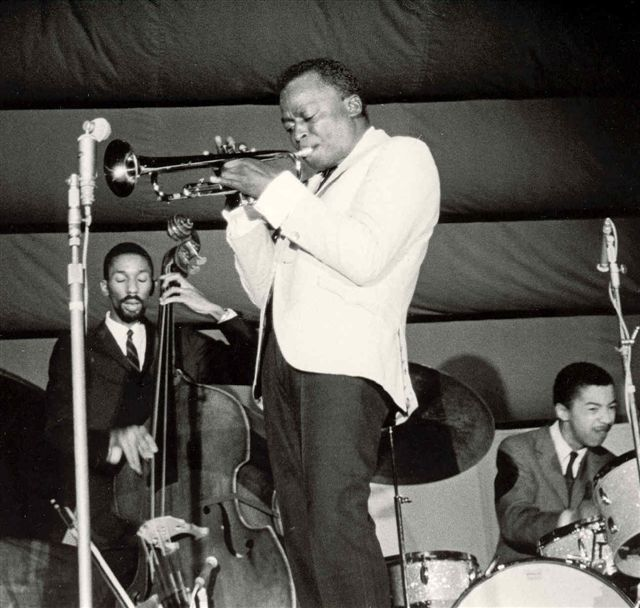
Miles Davis - 1963.

### Carrière musicale
En 1963, Marlena Shaw se produit avec le trio de Howard McGhee en Nouvelle-Angleterre, aux Catskills, dans les clubs Playboy et d'autres clubs de la région de New York.

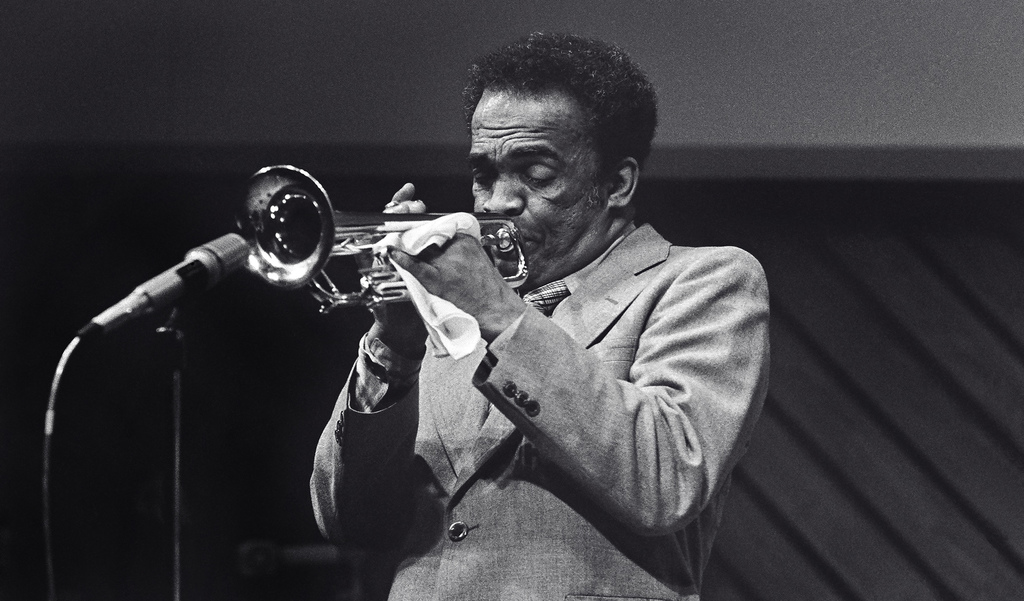
Howard McGhee - 1976.

Découverte par Chess Records en 1966, Marlena Shaw enregistre Mercy, Mercy, Mercy! pour Cadet Records (filiale de Chess Records), et le single est un succès. Ce label la pousse à enregistrer un premier album : ce sera Out of Different Bags (1967). La diversité des styles y compris le blues, le jazz et les standards pop, se retrouve dans le nom même de l'album. Marlena Shaw est remarquée par Count Basie et devient la chanteuse solo de sa formation pendant quatre ans.

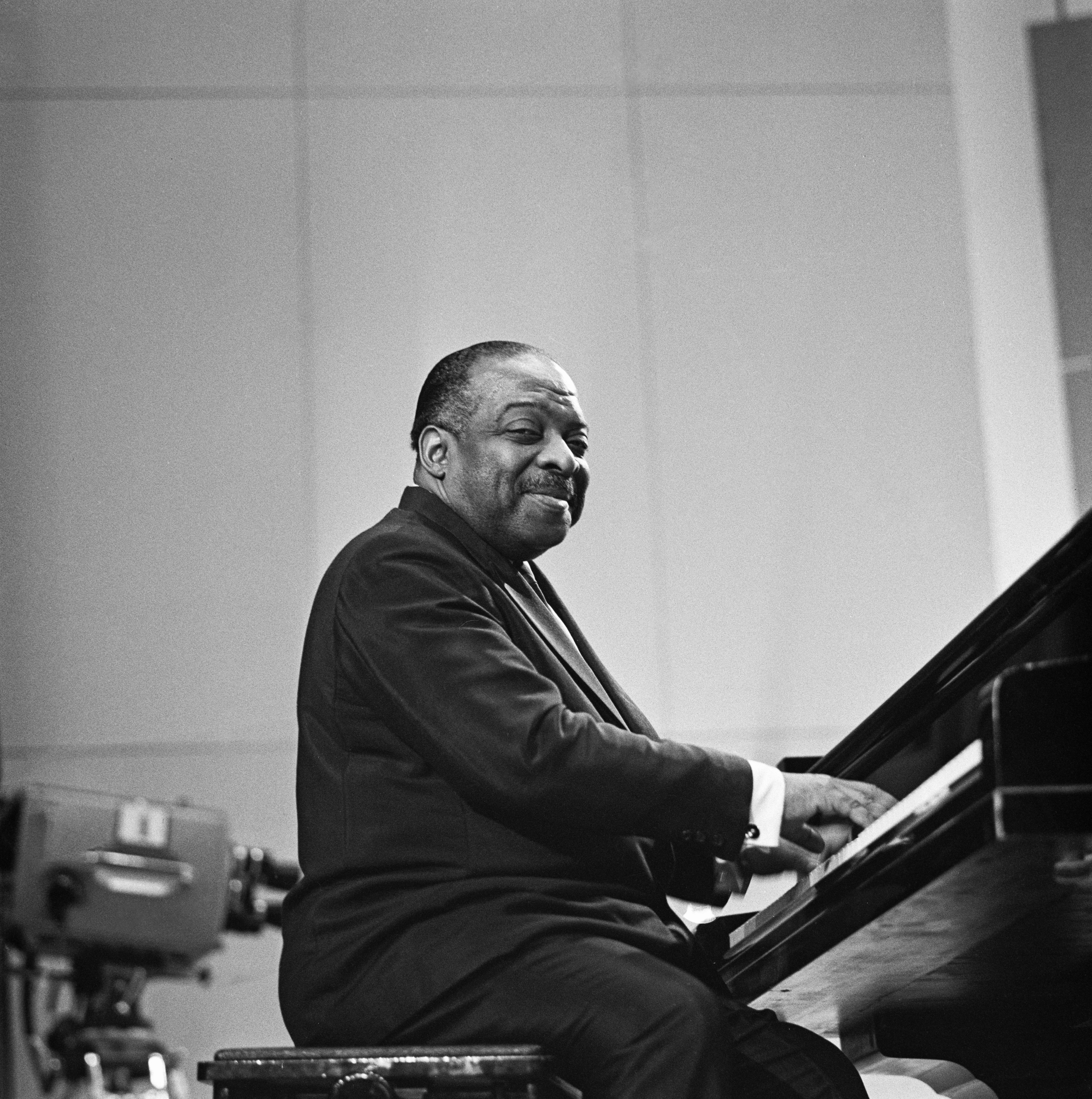
Count Basie - 1962.

En 1972, elle se sépare du Count Basie Orchestra, pour signer chez Blue Note Records, et devient ainsi la première femme à signer sur ce label. Elle part ensuite en tournée avec Sammy Davis Jr. Marlena Shaw réalise plusieurs singles pour Blue Note ainsi que cinq albums.

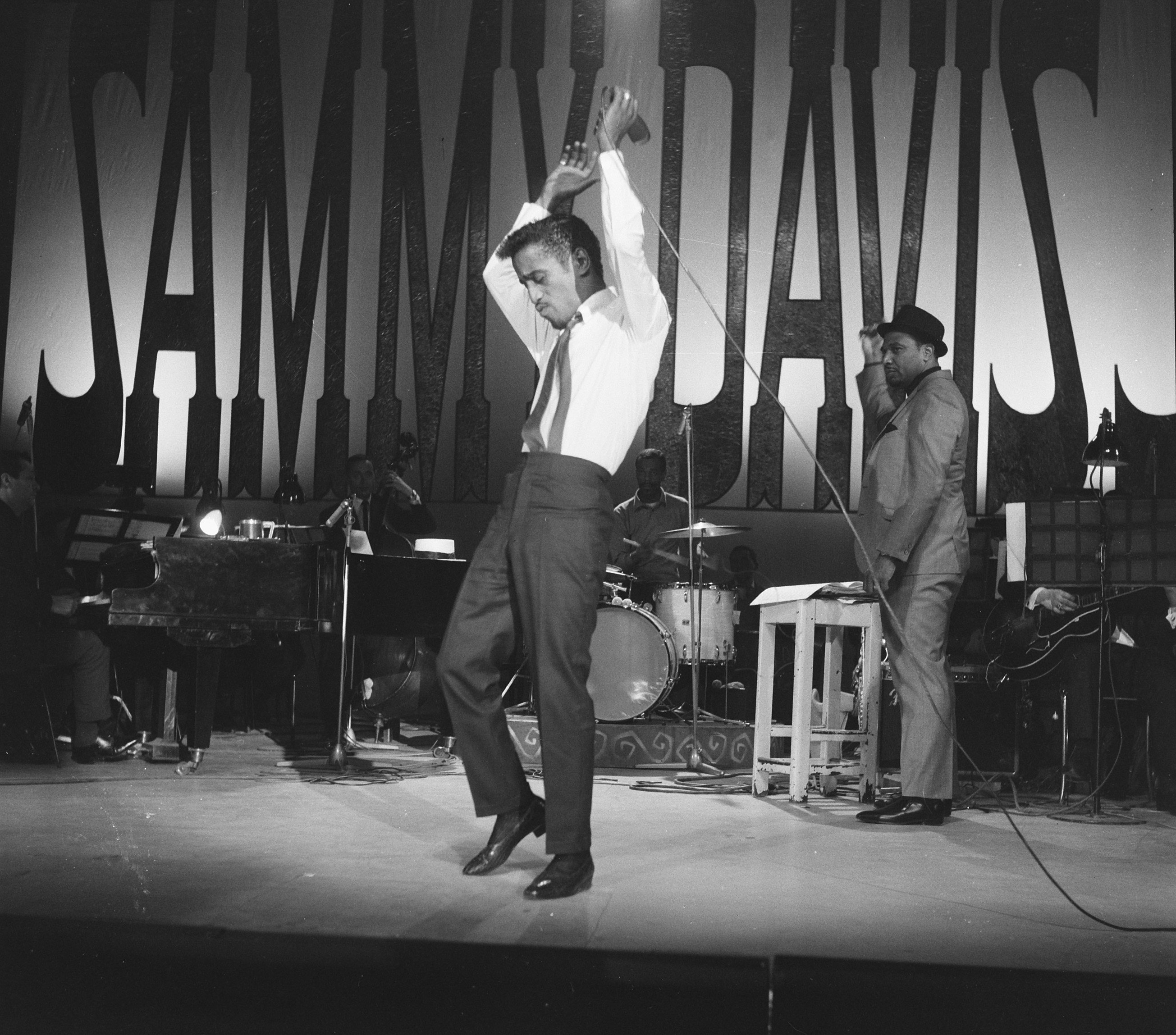
Sammy Davis Jr. - 1964.

Ses prestations vocales et son style sont comparés à des chanteuses telles que Sarah Vaughan ou Dinah Washington. 
Elle enregistre un des plus gros tubes pendant la période disco, Touch Me in the Morning chez Columbia Records. Parmi ses titres les plus connus : Woman of the Ghetto, California Soul ou Feel Like Making Love.
En 2001 et 2007, elle participe au North Sea Jazz Festival aux Pays-Bas.
Lors de ses spectacles, très à l’aise sur scène, avec sa présence extravertie et son charisme, ses performances enthousiasment le public par un mix énivrant de jazz direct, de soul, de pop et de R&B classique et font d’elle une « bête de scène ». 

### Mort
Marlena Shaw meurt le 19 janvier 2024 à l’âge de 81 ans.

## Discographie

### Albums studio
- 1967 : Out of Different Bags
- 1969 : The Spice of Life
- 1972 : Marlena
- 1973 : From the Depths of My Soul
- 1974 : Who Is This Bitch, Anyway?
- 1976 : Just a Matter of Time
- 1977 : Sweet Beginnings
- 1978 : Acting Up
- 1980 : Take a Bite
- 1982 : Let Me in Your Life
- 1986 : It Is Love (Live)
- 1988 : Love Is in Flight
- 1996 : Dangerous
- 1997 : Elemental Soul
- 2004 : Lookin' for Love

### Albums live
- 1973 : Live at Montreux
- 2002 : Live in Tokyo

### Compilations
- 1995 : Golden Classics
- 1997 : The Best of Marlena Shaw
- 1999 : Go Away Little Boy: The Sass and Soul of Marlena Shaw
- 2000 : Anthology
- 2000 : Out of Different Bags/Spice of Life
- 2001 : Memories
- 2003 : The Blue Note Years
- 2005 : California Soul